# Myrmarachne penicillata
Myrmarachne penicillata là một loài nhện trong họ Salticidae.
Loài này thuộc chi Myrmarachne. Myrmarachne penicillata được Cândido Firmino de Mello-Leitão miêu tả năm 1933.